# Araneus caballo
Araneus caballo là một loài nhện trong họ Araneidae.
Loài này thuộc chi Araneus. Araneus caballo được Herbert Walter Levi miêu tả năm 1991.